# Стійкість до антибіотиків

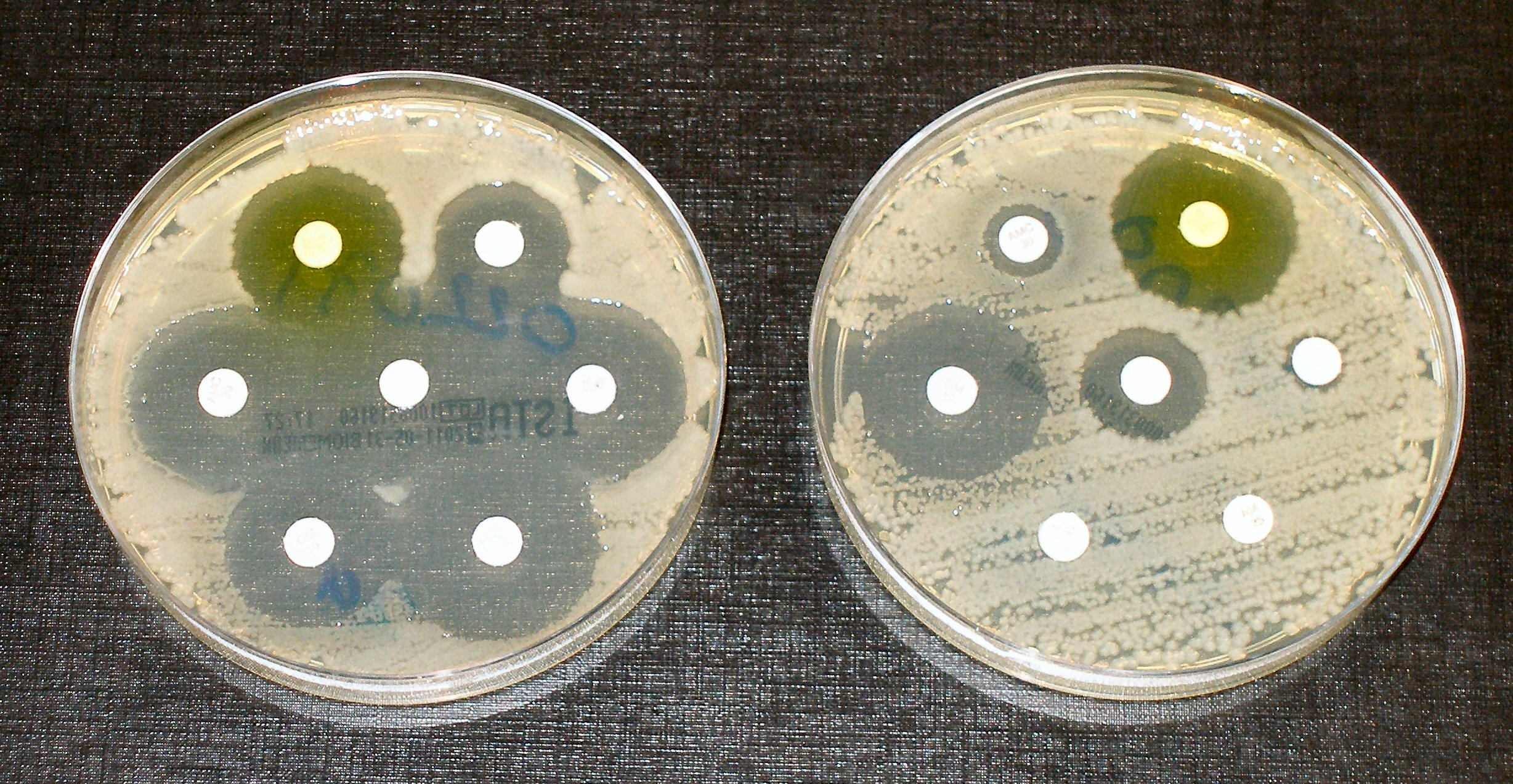
Тест на резистентність бактерій до антибіотиків. Суспензія бактерій наноситься на чашку Петрі, після чого зверху кладуться паперові диски, кожен з яких насичений певним антибіотиком. Якщо через певний час навколо певного диску спостерігається зона вільна від бактерій, робиться висновок що досліджувана бактерія є лабільною (чутливою) до відповідного антибіотика. На чашці що зліва бактерії чутливі до всіх протестованих антибіотиків. Бактерії на іншій чашці є резистентними до трьох і частково резистентними до четвертого з протестованих антибіотиків.

Резисте́нтність до антибіотиків (або стійкість до антибіотиків, антибіотикорезистентність) — здатність мікроорганізмів виживати й розмножуватись, незважаючи на присутність антибіотиків. Інфекційні хвороби, які спричинюють резистентні бактерії, важко, а інколи неможливо вилікувати. У цій ситуації видужання часто залежить тільки від внутрішніх можливостей імунної системи. Патогенні бактерії, які є стійкими до всіх відомих антибіотиків, називають «супербактеріями» (англ. superbugs).
Резистентність може розвиватися природно в результаті природного добору випадкових мутацій. SOS-відповідь полімераз з низьким рівнем точності також може спричинити мутацію через процес, відомий, як запрограмована еволюція. Як тільки такий ген виникає, бактерії можуть переносити генетичну інформацію за допомогою горизонтального переносу генів, зокрема шляхом обміну плазмід. Якщо бактерія несе декілька генів стійкості, вона називається багатостійкою, або мультирезистентною.
Резистентність також може бути створена в мікроорганізмі штучно через процедуру генетичної трансформації. Наприклад, шляхом внесення штучних генів у мікроорганізм.